# 藤田雄蔵

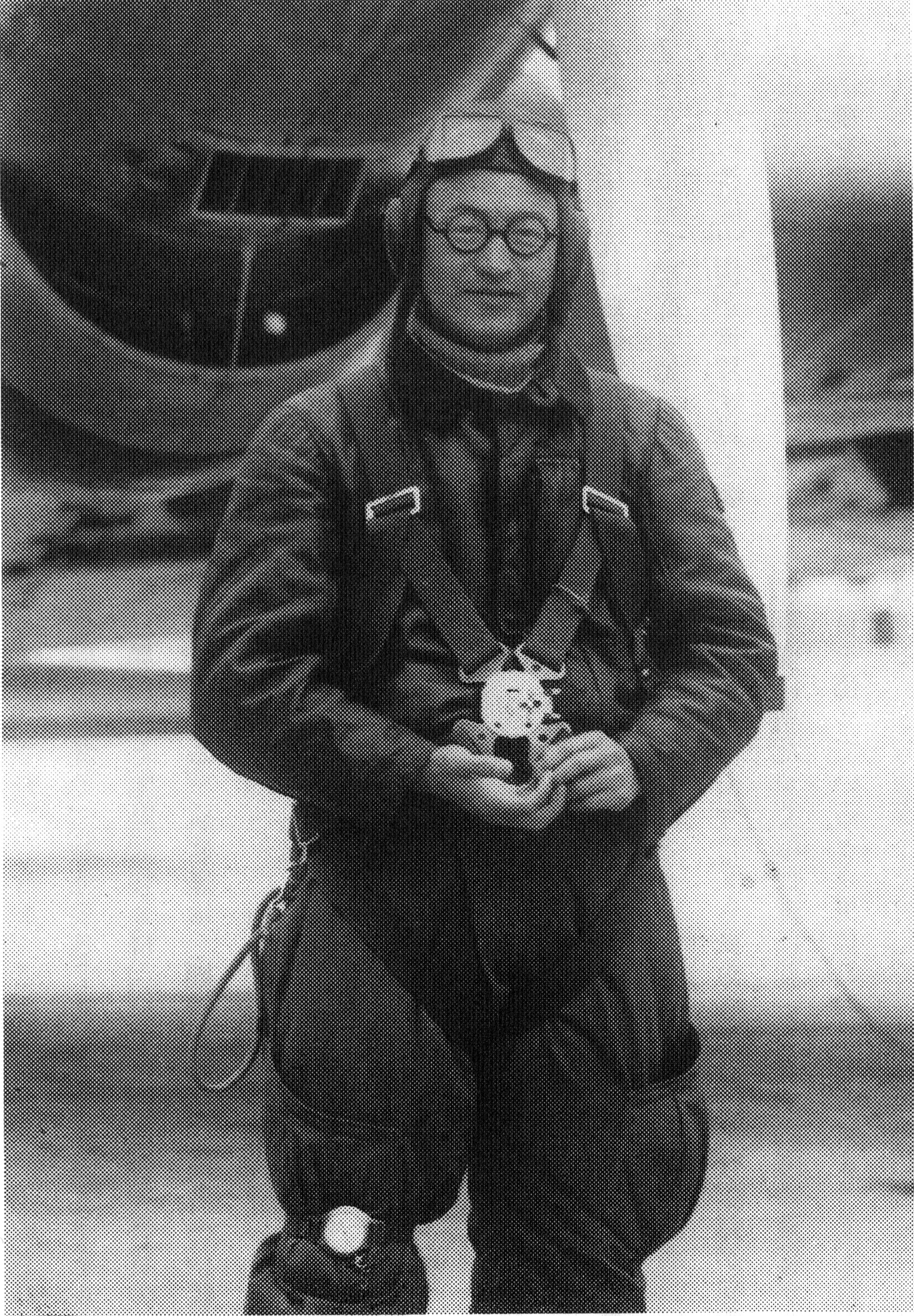
藤田雄蔵

藤田 雄蔵（ふじた ゆうぞう、1898年（明治31年）2月19日 - 1939年（昭和14年）2月1日）は、日本の陸軍軍人。最終階級は陸軍中佐。1938年の飛行によって、距離と1万キロ速度において、当時の世界新記録を達成した。

## 生涯
本籍青森県。日本郵船社員・藤田未類二の長男として横浜で生まれる。横浜一中卒を経て、1921年（大正10年）7月、陸軍士官学校（33期）を卒業。同年10月、砲兵少尉に任官し野戦重砲兵第2連隊付となる。
1924年（大正13年）10月、砲兵中尉に昇進。1925年（大正14年）5月、兵科を航空兵科に転じ航空兵中尉に任官し所沢陸軍飛行学校付となる。1926年（大正15年）1月、第21期操縦学生となり操縦訓練を受ける。同年12月、飛行第5連隊付に発令。所沢飛行学校付を経て、1930年（昭和5年）8月、航空兵大尉に進級し所沢飛行学校教官に就任。同年、所沢で陸軍初のグライダーである藤田式初級滑空機を試作する。所沢時代に藤田が指導した一人に、飯沼正明がいる。
1932年（昭和7年）3月、飛行第5連隊中隊長に発令され、翌月、満州に出征。1933年（昭和8年）7月、その戦功により個人感状を受けた。
1934年（昭和9年）8月、陸軍航空本部技術部付（立川支部）に異動。1935年（昭和10年）2月から1939年（昭和14年）1月まで東京帝国大学航空研究所嘱託を兼務。1935年8月、陸軍航空技術研究所員に移る。1937年（昭和12年）8月、航空兵少佐に昇進。1938年（昭和13年）5月、高橋福次郎曹長、機関士・関根近吉技手とともに航研機を操縦し周回航続距離世界記録を樹立した。
1939年1月30日、日中戦争にてイ式重爆撃機の損耗率が高かったことから、漢口の航空兵団隷下所部隊へ燃料供給等の技術指導のため、高橋福次郎准尉、航空兵団兵器部長の渡辺広太郎大佐（陸士24期）、陸軍軍属の泉澤延雄、同粕谷佐助、同新村寅次郎と派遣されることとなる。翌31日、藤田少佐操縦、高橋准尉副操縦のイ式重爆は各務原飛行場を発し、翌2月1日湖北省に到達したが、悪天候のため漢口を発見できず、170キロ西方の江陵県沙洋鎮（現荊門市沙洋県）まで来てしまい、そこで第44軍第149師第447旅第893団（長：李禾農）の重機関銃によって被弾、沙洋鎮東北10キロの襄河東岸に不時着 。渡辺大佐ら5名と脱出し、船頭を殺害した小船で襄河を渡河中、第893団隷下の陽懐本率いる1個営と遭遇、全員射殺された。6名の死体は船頭を殺害されたことに怒った地元民によって石を投げつけられたという。その後、沙洋鎮西南方1kmの川岸に仮埋葬されていたが、5月4日に陸軍航空本部によってその事が確認された。死後一階級特進し航空兵中佐、6月1日、正六位。
6月11日、平田部隊によって埋葬地が発見、丁重に収容された。14日、航空研究所にて葬儀が行われた。
残されたイ式重爆撃機は第37師師長吉星文中将によって実況見分がなされたのち、中国空軍に鹵獲、空軍第八修理工廠修造課課長・黄渭雄少校によって現地で修理された。2か月後、修理を完了したイ式重爆撃機は「天皇号」あるいは墜落地点から「沙洋号」と名付けられ、李英茂少校によって重慶へ回送された。
清沢洌の『暗黒日記』では、なぜか海軍中佐と勘違いされている。

## 著作物
- 木村秀政編『航空の技術と精神 - 藤田雄藏中佐遺稿』朝日新聞社、1940年。

## 伝記
- 森川肇『空の英雄藤田雄藏中佐』昭和書房、1939年。
- 桜井俊晃『陸軍航空兵中佐藤田雄蔵氏の追憶』非売品、1940年。